# Зумби
Зу́мби (порт. Zumbi; 1655, Пернамбуку, колонии Португалии — 20 ноября 1695, Киломбу Палмарис) — вождь существовавшего на территории Бразилии негритянского государства Палмарис в 1678—1694 годах.

## Биография
Будущий вождь Палмариса родился в 1655 году на территории современного муниципалитета Униан-дус-Палмарис. Его мать Сабина была сестрой вождя Ганга Зумбы, считавшегося сыном принцессы Аквалтуне, дочери одного из королей Конго (они были захвачены в плен во время битвы при Амбуиле). В шесть лет Зумби был похищен португальцами и отдан в одну из миссионерских церквей, священнику Антониу Мелу. Там мальчик был насильно крещён под именем Франсиску и стал обучаться наукам и языкам (португальскому и латыни). В 1670 году 15-летним он сбежал из церкви и вернулся на родину, где присоединился к защитникам Палмариса, приняв имя Зумби.
Зумби быстро стал известным доблестью и хитростью в бою, участвовал в нескольких сражениях с колонизаторами, был ранен, с 1675 года командовал войсками. Когда в 1678 году между враждующими сторонами был заключён мир, Зумби, питая недоверие к португальцам, отказался признать это соглашение. Он бросил вызов своему дяде Ганга Зумбе, пошедшему на сделку с колониальными властями, и после убийства того стал новым верховным вождём Палмариса. Вскоре защитникам Палмариса во главе с Зумби удалось изгнать колонизаторов с их территории.
Будучи вождём, Зумби организовывал изготовление жителями Палмариса оружия и военных припасов. Он совершил множество успешных набегов на португальские территории, поэтому за его голову была объявлена большая награда. Однако ещё более 15 лет набеги Зумби оставались безнаказанными. Только в 1694 году, собрав многочисленную армию, колониальные власти предприняли блокаду столицы Палмариса — Макаку — и вскоре захватили её. Большинство жителей Палмариса погибло.
Однако Зумби удалось скрыться от португальцев и в течение почти двух лет продолжать борьбу. 20 ноября 1695 года он был выдан властям мулатом, взят в плен и обезглавлен на месте. Голова Зумби была перевезена в Ресифи и выставлена на центральной площади на всеобщее обозрение.

## День сознания темнокожих
В современной Бразилии день гибели Зумби, 20 ноября, отмечается как День сознания темнокожих (порт. Consciência negra), который имеет особое значение для бразильцев африканского происхождения, которые чтут Зумби как борца за свободу и независимость.